# Arpa (araldica)
In araldica, l'arpa è simbolo di tranquillità, animo eletto, piacere mondano e allegria. È anche simbolo di santa Cecilia, patrona della musica.
È molto rara negli stemmi. Lo stemma dell'Irlanda, un'arpa d'oro con stringhe d'argento in campo blu, deve la sua origine allo strumento di Brian Boru, un re dell'isola. Da questo simbolo traggono origine anche il logo della società aerea Ryanair, della birra Guinness e l'immagine impressa sulle monete euro irlandesi.

Arpa d'Irlanda
Arpa di nero (Neckarsteinach, Germania)
Arpa di rosso (Kangasala, Finlandia)
Arpa d'oro (Saint-Amans-Valtoret, Francia)

## Attributi araldici
- Cordata quando le corde sono di smalto diverso.
- Legata ha lo stesso significato di cordata.